# .25 ACP
.25 ACP （自动柯尔特手枪），也称为.25 Auto 、 .25 Automatic或6.35×16mmSR ，是一种半底缘、直壁中心发火手枪子弹，由约翰·勃朗宁于1905 年与Fabrique Nationale M1905手枪同时推出。

## 设计
彈殼采用半边缘设计，这意味着边缘略微突出彈殼底部的直径，以便彈殼可以在边缘上達到正確的headspace（壳头间隙）。 有緣彈屬於較古老的設計，是因爲20世紀初製造的工藝不高，在底緣上保證距離比其全殼長度（例如無底緣的9毫米魯格）正確要容易得多。
虽然 .25 ACP 是为半自动手枪设计的，但二十世纪初，比利时、法国和德国的枪械制造商（如阿道夫·弗兰克和德克尔）也生产了各种 .25 ACP 转轮手枪。  20 世纪末，鲍恩经典武器公司生产了一款定制的史密斯威森.25 ACP 左轮手枪。 

## 表现
使用 .25 ACP 可以实现非常紧凑轻便的枪，通常是袖珍手枪。由于市场上有优质弹药，一些人认为 .25 ACP由于其中心发火式设计，为个人防卫手枪的可靠选择，这种设计本质上比 .22 LR 边缘发火式子弹更可靠。 

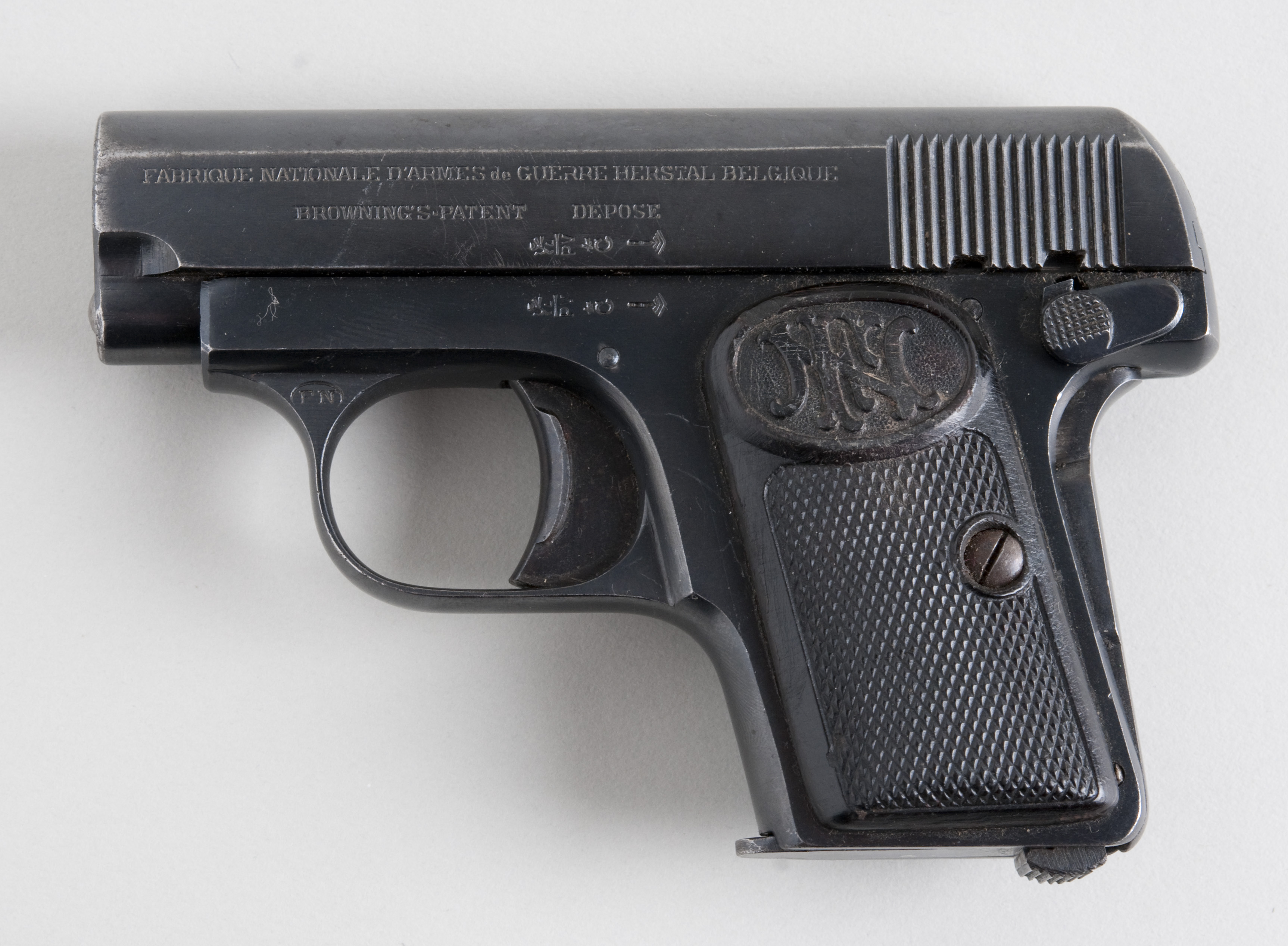
FN 1905/6
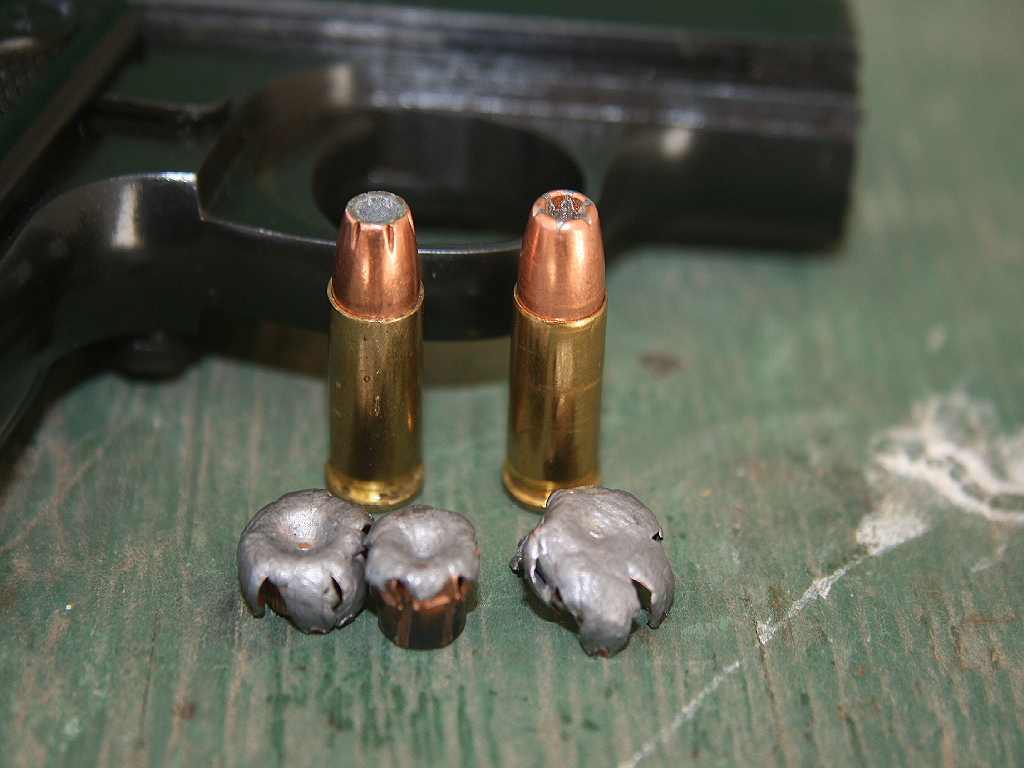
适用于6.35mm/.25口径的现代包覆空尖弹。
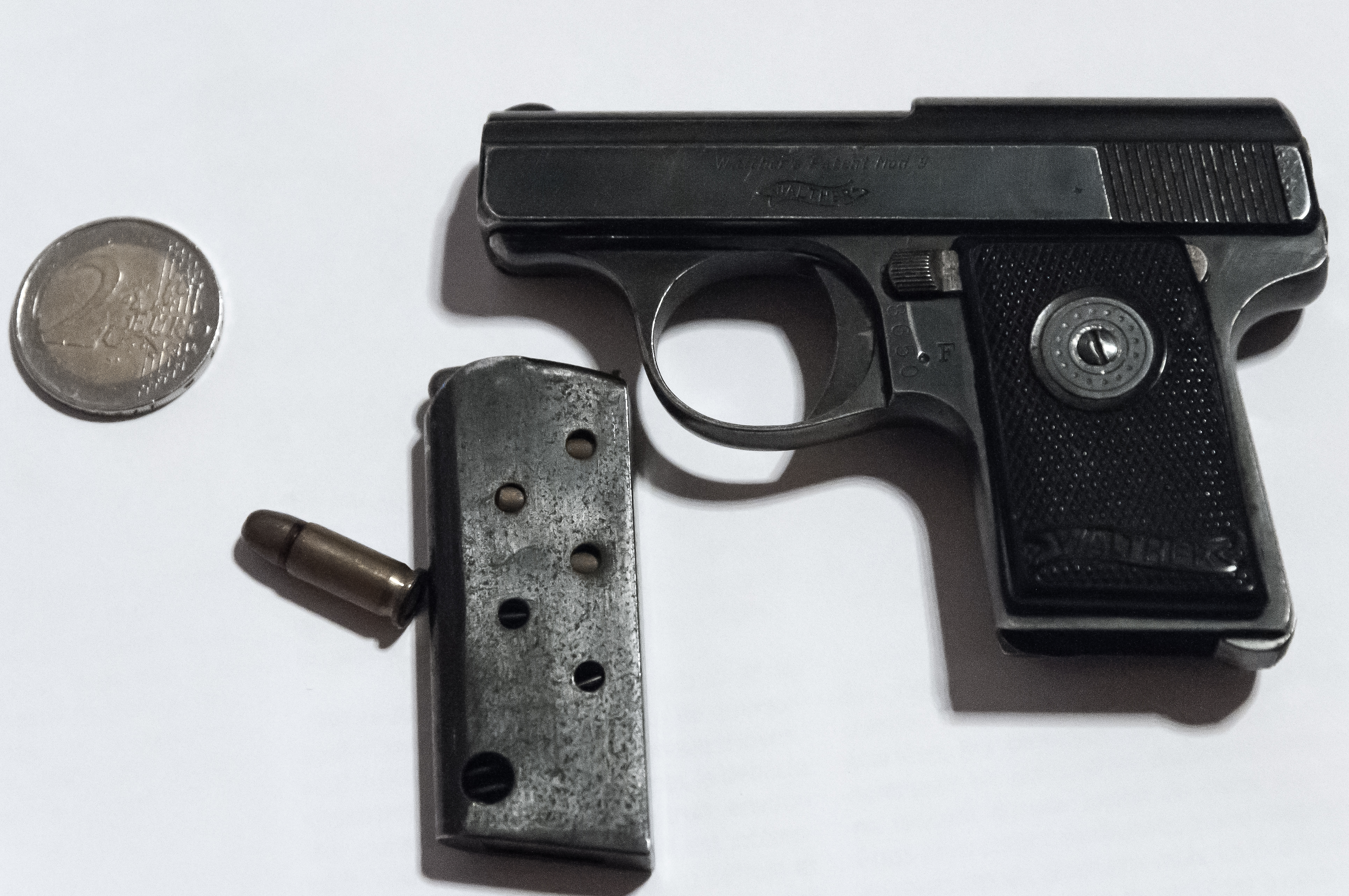
瓦尔特9型手枪，6.35毫米
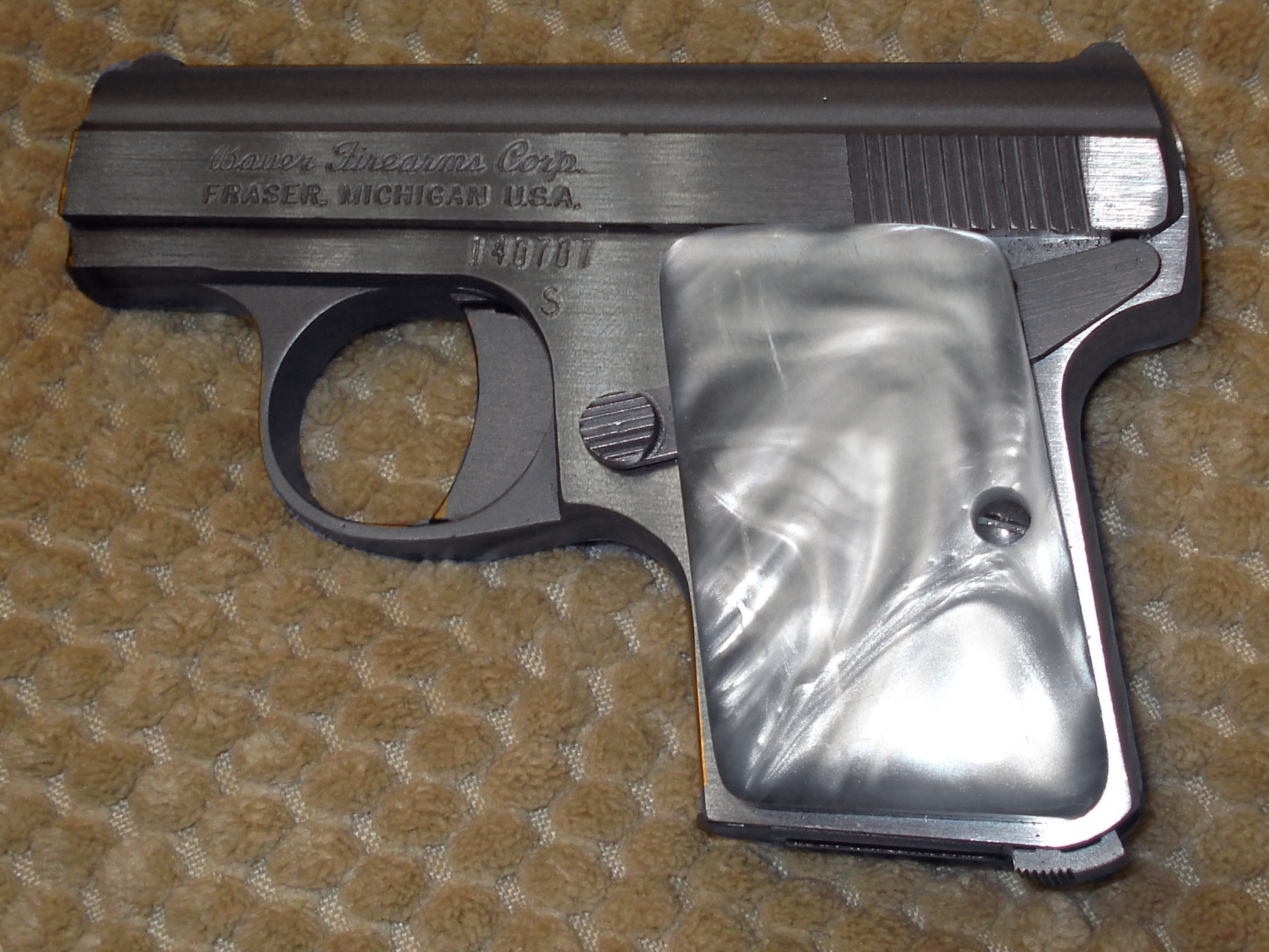
鲍尔.25自动手枪
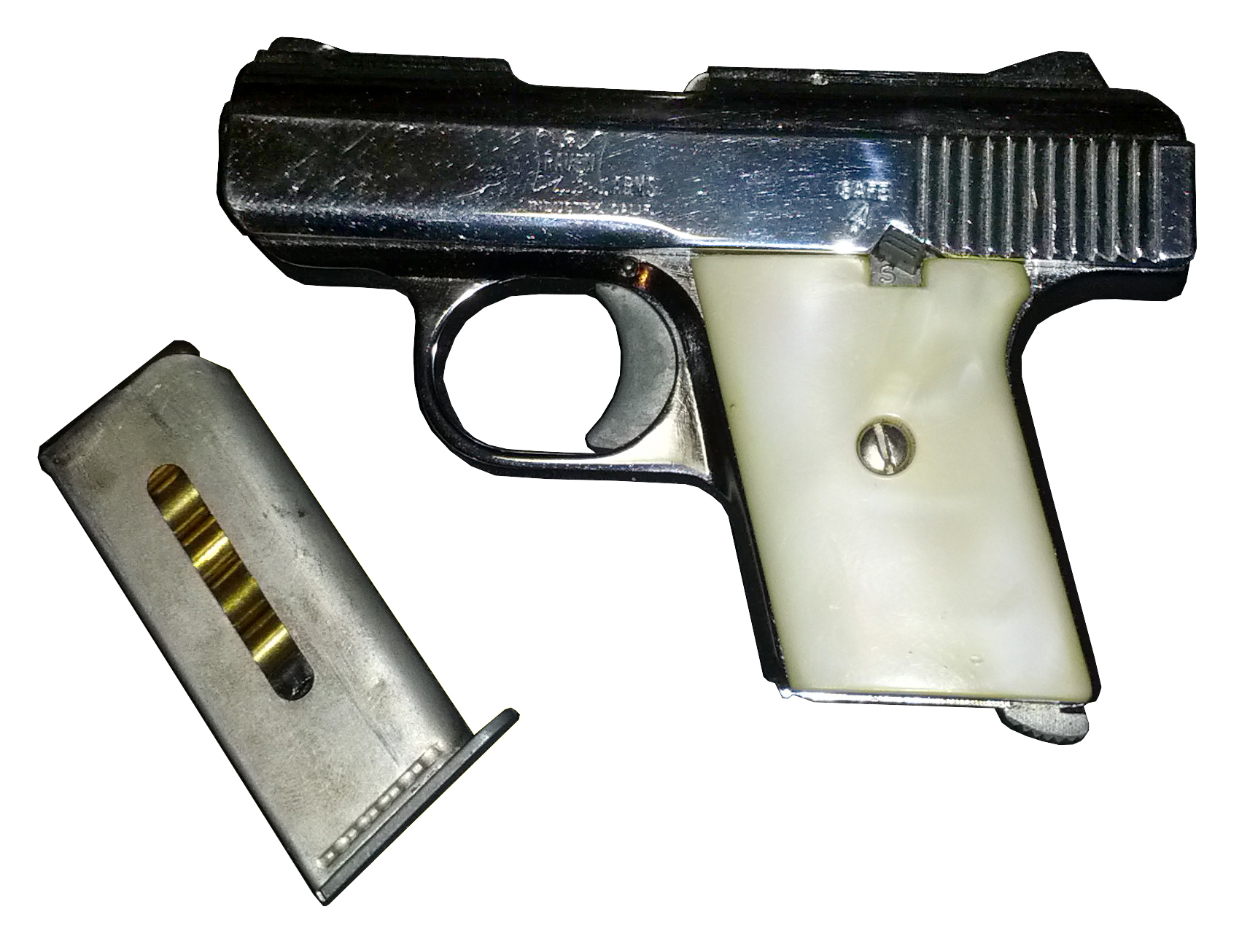
渡鸦 MP-25.25 ACP 镀铬，配有仿珍珠母握把和上推式保险
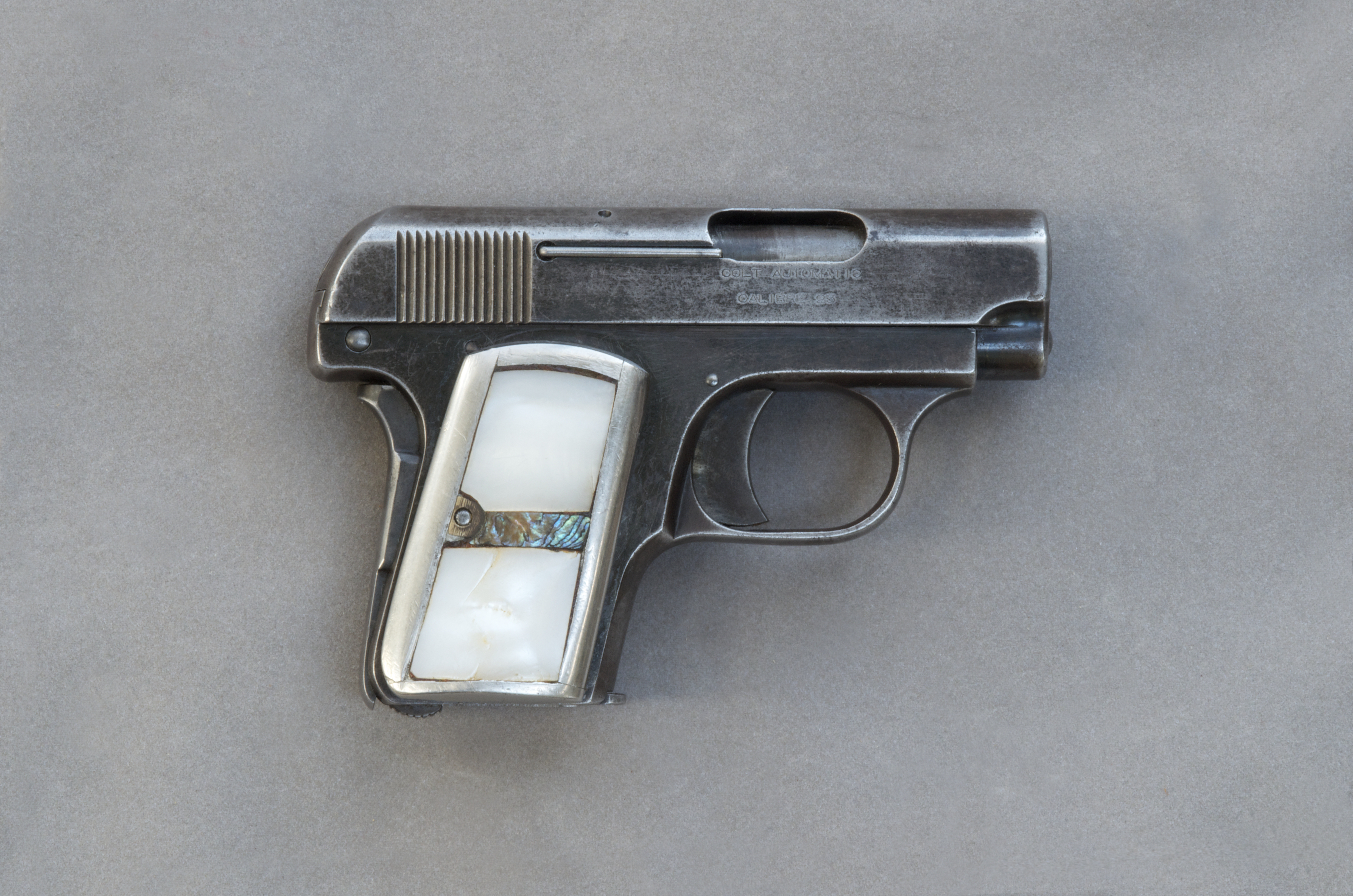
柯尔特 1908 型背心口袋， .25 ACP